# أنطونيو سواريس دوس ريس
أنطونيو سواريس دوس ريس (بالبرتغالية: António Soares dos Reis) هو نحات وأستاذ جامعي برتغالي، ولد في 14 أكتوبر 1847 في Mafamude ‏ في البرتغال، وتوفي في 16 فبراير 1889 في فيلا نوا دغايا في البرتغال.